# Донець Микола Петрович
Мико́ла Петро́вич Донець (народився 5 листопада 1952 в селі Березанка Ніжинського району Чернігівської області) — український санітарний лікар, кандидат біологічних наук, Заслужений лікар України. Є членом партії «Третя сила».

## Життєпис
Народився в сім'ї колгоспника.
У 1970 році закінчив Черняхівську середню школу, а в 1976 році — Київський медичний інститут, санітарно-гігієнічний факультет.
В 1976 році, після закінчення медінституту, направлений на роботу в Бахмацьку районну санепідемстанцію на посаду завідувача санітарно-гігієнічного відділу, де працював до вересня 1977 року.
У вересні 1977 року переведений на роботу в Чернігівську облсанепідемстанцію, працював лікарем, завідувачем відділу, заступником головного державного санітарного лікаря Чернігівської області.
1985—1989 — інструктор Чернігівського обкому КПРС.
1989—1990 — головний державний санітарний лікар міста Чернігова.
У 1990 році сесією Чернігівської обласної Ради народних депутатів обраний заступником голови облвиконкому, З 1993—1994 — заступник голови облдержадміністрації
З 1994 року до т.ч. працює в Чернігівській обласній санітарно-епідеміологічній станції як головний державний санітарний лікар.
Одружений, має сина і доньку.

## Наукові праці
Автор більш як 30 наукових праць про вплив радіації на організм людини, співавтор трьох підручників.

## Відзнаки
Нагороджений орденом «За заслуги» III ступеня. Неодноразово обирався депутатом органів місцевого самоврядування різних рівнів, зокрема двічі — депутатом обласної Ради. 